# 滚石乐队
滚石乐队（英語：The Rolling Stones）是一支英国摇滚樂乐队，于1962年4月在伦敦成立。布莱恩·琼斯（Brian Jones ,吉他手、口琴手、和唱）、伊恩·史都華（Ian Stewart, 钢琴手、和唱）、米克·贾格尔（Mick Jagger, 主唱、口琴手）以及基思·理查兹（Keith Richards, 吉他手、和唱及主唱），加上贝斯手比尔·怀曼（Bill Wyman）和鼓手查理·沃茨（Charlie Watts）组成了早期的滚石乐队。伊恩·史都華雖然1963年在官方的團員名單中被移除，但還是偶爾會擔任樂隊中的鋼琴手，直到他在1985年逝世。布莱恩·琼斯在1969年時被迫離開了樂隊，不到一個月後就離奇的溺斃在自家的游泳池，之後被米克‧泰勒所取代，直到1975年米克‧泰勒也離開了樂團。從那時開始，朗·伍德（Ronnie Wood）即成為了樂隊中的吉他手，直到現今。在1993年比爾‧懷曼離開了樂隊之後，達里爾·瓊斯（Darryl Jones）成為了樂團中的主要貝斯手。其他值得注意的樂隊中的鍵盤手包括尼基·霍普金（Nicky Hopkins），在1967年至1982年間在樂團中活躍；比利·普雷斯頓（Billy Preston）在1970年代中期也擔任過樂團中的鍵盤手，查克‧雷佛（Chuck Leavell）則在1982年擔任鍵盤手至今。滾石樂團在樂團初期是由布萊恩‧瓊斯所領導，不過在不久賈格爾和理查茲成為樂團中的主要創作動力來源之後，賈格爾和理查茲則取得了樂團中實際的領導地位。
滾石樂團是在1964-1965年間在美國取得巨大商業成功的英國入侵樂團中的前鋒樂團，並且在1960年代被視為反叛、反文化、青春的象徵。在1966年至1967年間，滾石樂團受到迷幻搖滾的影響而進行了很多音樂上新的嘗試，其中最具代表性的專輯是《魔鬼殿下们的要求》(Their Satanic Majesties Request，1967) ，此時期也被樂評及樂迷視為滾石樂隊隊史上的低潮。在那之後，滾石樂團回歸到藍調的根基，發行了《乞丐盛宴》（Beggars' Banquet, 1968）、《任血流淌》（Let It Bleed, 1969）、《偷窃的手指》（Sticky Fingers, 1971）、《流亡大街》（Exile On Main Street, 1972）四張被公認為樂隊隊史上最棒的專輯。
滾石樂團則繼續發行了獲得巨大商業成功的專輯，例如有些女孩（Some Girls, 1978）、將你紋身（Tattoo You, 1981），在1980年代，米克‧傑格與基思‧理查茲之間因為音樂上的發展方向的對立而使樂隊幾乎面臨解散，不過之後他們設法修補它們之間的關係，並在1989年回歸，發行了鐵圈（Steel Wheels, 1989），並舉行了獲得巨大商業成功的巡迴演唱會。自1990年代開始，滾石樂團新的音樂作品就越來越沒那麼廣受好評和頻繁了。儘管如此，滾石樂隊還是繼續以現場演唱會作為樂團的吸引力，舉辦了包括在1990和2000年代創紀錄的體育館等級的巡迴演唱會。在2007年，滾石樂團一舉包辦了在史上最賣座的巡迴演唱會前五名的其中四名。
滾石樂隊在1989年入選了美國搖滾名人堂 ，      在2004年則入選了英國音樂名人堂。《滾石雜誌》在"史上最偉大的100位藝人"中將滾石樂隊排名第四，只落後於披頭四樂團、巴布‧狄倫、與貓王，他們在全世界預估已經銷售超過兩億張唱片，在2008年，《告示牌》雜誌在"史上最熱賣的100個藝人"當中將他們名列第十。

## 历史

### 創始之初
基思‧理查茲（Keith Richards）與米克‧賈格（Mick Jagger）在幼年時即是朋友，同時也是在肯特郡達特福德的同班同學，直到賈格搬到威明頓。賈格跟狄克‧泰勒（Dick Taylor）組成了一個車庫樂隊，主要演奏馬迪‧沃特斯（Muddy Waters）、查克‧貝里（Chuck Berry）、小理查德（Little Richard）、嚎叫野狼（Howlin' Wolf）和波‧迪德利（Bo Diddley）的作品。賈格1960年時與理查茲在達特福德火車站意外重會，賈格當時手上拿著查克‧貝里與馬迪‧沃特斯的唱片，揭露了兩人在音樂上的相同興趣。理查茲加入了賈格與泰勒在賈格家中的頻繁會面。這個會面隨後在1961年末改成在泰勒家中舉辦，在那時

### 早期活动（1961—1967年）
基思·理查茲和米克·賈格爾是同学，1961年他们遇到布萊恩·瓊斯后一起组织了滚石乐队。滚石的名字来自马迪·沃特斯的一首歌，此前至少有两个其它的乐队（和一个马戏团的蹦床队）也叫滚石。一开始的乐队组织是杰格为歌手，琼斯为吉他手，理查兹为吉他手，伊恩·斯图尔钢琴，查理·沃茨为鼓手和迪克·泰勒为贝斯手。不久泰勒离开了滚石组织了漂亮东西乐队，比尔·怀曼成为滚石的贝斯手。出于他们的经理的要求，在他们录制他们的第一张唱片时虽然斯图尔参加演奏，他没有算为乐队的“正式”成员。乐队成员的共同兴趣是节奏和布鲁斯音乐，他们在表演上花了許多時間排练，但只偶爾在伦敦的一个俱乐部演出（该俱乐部是亞歷克西斯·科納領導的藍調公司樂團表演節奏藍調的常驻俱乐部）。开始时吉他手琼斯是乐队的创造性首领，除吉他外琼斯还试验了许多其它乐器。乐队在伦敦很快就出名了，他们改编了他们的节奏和布鲁斯榜样的歌，使得这些歌变得非常疯狂和有力。在他们的经理人安德鲁·鲁格·奥德汉姆的安排下他们与Decca Records签署了合同（Decca Records此前拒绝与披头士乐队签署合同，成为该公司的一大错步）。此时滚石乐队的音乐还很不完善：理查兹是从听查克·贝里的唱片学得演奏吉他的，当时他还没有养成他自己的风格，杰格也还没有获得他的技巧。此时沃茨和理查兹之间的节奏表演是他们的音乐的中心。
他们的第一张唱片的选曲反映了他们的登台表演的节目。1964年出版的唱片《滚石》也包含了许多经典歌曲。他们的这些唱片对将节奏和布鲁斯音乐介绍给英国的白种年轻人起了举足轻重的作用，加强了60年代的英国音乐热潮。更重要的是，此前的披头士乐队还体现了举止优雅的男生的形象，而滚石则建立了与此正好相反的形象：他们衣装不整，在照相机前一幅怒容，就好像他们怕自己的笑容会遮住他们的一口恶牙一樣。这種坏孩子的形象吸引了许多女孩子，使他们成为一个青少年的神像乐队。他们的第二张唱片《滚石#2》也主要由改编的歌组成，不过在这张唱片中也有一些他们自己的作品。他们的经理人把杰格和理查兹锁在一个房间中，直到他们写出了一些他们自己創作的歌以前，拒绝放他们出来。在奥德汉姆的支持下滚石乐队流访欧洲和美国，在尖叫的青少年群前演奏。在这些循环演奏中他们还访问了重要的音乐史场地，从中获得自己的灵感，并在芝加哥的Chess Records唱片公司录了一张唱片。
在这段时间里整个乐队的成员组成相当稳定。杰格、理查兹和琼斯在1963年大多数时候住在同一幢楼里。两年后琼斯认识了演员和模特安妮塔·帕伦贝尔格（Anita Pallenberg），帕伦贝尔格将他们引入了她所活动的圈子：一个由年轻的艺术家、音乐家和电影制片人组成的圈子。奥德汉姆是一个非常精明的经理人，他很快就能认识到财源何在，在他的鼓励下杰格和理查兹写了更多的自己的歌。1965年出版的《出自我们的头脑》,《Highway 61 Revisited》含有许多他们自己的歌，包括其经典作(I Can't Get No) Satisfaction，Like a Rolling Stone等，同时整个乐队开始变化，杰格和理查兹开始成为乐队的领头。琼斯认识到自己的影响的减退，开始滥用毒品，这使瓊斯和帕倫貝爾格开始變得疏远。理查兹和帕伦贝尔格之间产生了新的关系，两人的关系持续了十多年。在这段时间里乐队成员非常信任帕伦贝尔格，因此她对音乐的见解对整个乐队有很大的影响。1966年出版的《恶梦》只含有他们杰格和理查兹的作品，包括关于滥用药品的《妈妈的小帮手》和厌女症的《在拇指下》。1967年的《按钮之间》含有许多当时其它乐队如谁人乐队和奇想樂團的影响。

### 性爱、毒品、死亡和摇滚（1967—1971年）
此时滚石乐队已经成为1960年代后期的造反精神的同义词之一，它也成为滥用毒品的一个代表。因此警察获得搜查理查兹的农庄的允许。1967年2月，当乐队正在庆祝时，警察开始进行搜查并找到了数量十分多的大麻。这次搜查成为后来的滚石乐队的神话的一部分。这次搜查也成为后来许多杜撰的故事的出发点。这些故事主要围绕着乐队的朋友马丽安·费斯福尔的形象和态度，实际上这些杜撰的故事只是被用来扩大乐队的名声。理查兹被控告，数月后因允许在他家里使用毒品当庭受审。杰格因没有药方拥有安非他命药片被控。两人都被判有罪。媒介对这个法律过程的兴趣非常大。理查兹被判一年徒刑，杰格被判四个月。《泰晤士报》为此写了一篇批评这个判决的社论。在这篇名为《谁螳臂当车》的社论中编辑威廉·瑞斯摩格写道：
假如我们想要将一个判决当成优良的英国传统与新的享乐主义的斗争的代表的话，那么我们应该保证优良的英国传统包括容忍和平等。
就在这场引人注目的事件中滚石乐队的唱片公司在美国出版了一张提名为《花》的唱片（花，Flower，在英国俚语中指的是大麻），虽然这张唱片只不过收集了一些受欢迎的歌和一些过去没有能够被录音为唱片的歌，它依然非常畅销。
就在理查兹和杰格要入狱和上诉前几天他们还录音了一个“幻觉式”的唱片。杰格希望这张唱片可以成为对披头四乐队的《佩珀军士的孤独之心俱乐部乐队》的回复。这张唱片后来被命名为《魔鬼陛下的要求》，它受到的反应并不佳，因为其中的音乐与乐队本来的风格非常不配。理查兹后来在一次访问中称这张唱片为“胡扯”。但在这张唱片中有一些显示了理查兹和杰格在他们的创作技巧上进一步完善的作品。这张唱片中原来乐队的头领琼斯的贡献非常小。在乐队中琼斯的影响也越来越小，而理查兹和杰格的影响则日益扩大。
1968年琼斯和理查兹之间的关系日趋紧张，他们出版了《乞丐盛宴》，回到了他们开始时期的黑人音乐。虽然内部的不和杰格和理查兹在写了一些他们最值得回忆的歌，包括将尼龙弦吉他的声音改变了的《街头斗士》和《对魔鬼的同情心》，这段时间里评论家开始将滚石乐队称为“世界上最伟大的摇滚乐队”。他们的音乐的根基在于布鲁斯，但吸收了1960年代的音乐的改变和影响，吸收了鲍勃·迪伦和开始出现的奶油樂隊（Cream）和吉米·亨德里克斯的重搖滾的成分。与这些先例不同的是，滚石乐队的音乐缺乏嬉皮的成分。在滚石乐队的音乐中代替“自由性爱”的姿态的是一种下流的词汇。还有两个事件改变了滚石乐队的音乐。首先理查兹跟随莱·库德学习吉他演奏。他后来说，我从莱·库德学到了我能够学到的一切。其次杰格和理查兹两人与格兰·帕尔森斯（Gram Parsons）交了朋友。帕尔森斯教两人他与之长大的乡村音乐。不过滚石与帕尔森斯之间不止有音乐这个共同爱好。后来理查兹说：“我们都喜欢毒品，我们喜欢最高的质量。”
但是滥用毒品使琼斯变得越来越不可靠，他往往不参加录音。1969年5月他被挤出了乐队，本来为约翰·梅耶尔效力的米克·泰勒取代了他。泰勒是一位受爵士乐影响的吉他手。但就在滚石乐队要在伦敦的海德公园举行音乐会前几天有人发现琼斯死在他的游泳池中。琼斯的死因最终没有完全解密。当场的人的报道互有冲突，最可能的是他是淹死的。虽然如此这场音乐会还是举办了。上十万观众参加。杰格朗诵了雪莱的《阿多尼斯》并释放了一群蝴蝶作为对琼斯的纪念。但是这场音乐会的表演受到了乐队成员吸入的麻醉品的影响相当混乱。音乐会后不久乐队发表了他们很成功的歌《夜总会女郎》，这首歌在录音时还是琼斯演奏的吉他，但在1969年7月3日发表前他的演奏部分被泰勒的取代了。此后《任血流淌》被发表并很快就成为滚石乐队的另一个经典作品。缓慢沉思的《给我庇护》、《你不能永远得偿所愿》和另一首回到他们的根本的对罗伯特·约翰逊的《没用的爱》的改变也被相继发表。然后乐队立刻赴美国表演。滚石乐队此时已经成为了摇滚乐的贵族了，他们能够在他们的巡回演出中表演他们所代表的享乐主义。
为了重立海德公园里的气氛以及作为对伍德斯托克节的反映这次巡回演出的高潮计划是在旧金山外40英里的一个废弃了的赛车场举行。整个音乐会的治安由地狱天使 (帮会)组织，由于其组织不良成为了一场大灾难。听众与治安警之间爆发了战斗，而乐队则在台上继续演奏。一个黑人青年不明智地带了一支枪，就在乐队在演奏《在拇指下》时被治安人员打死。后来有人传说说他是在演奏《对魔鬼的同情心》时被打死的，但实际上这个传说不正确。
这场发生在琼斯死后不久的谋杀对理查兹的打击很大。他对此的反应則是沈溺於更多更多的海洛因欲藉此忘卻煩憂。此后十年中他有不少时间有毒瘾，有时他去私人诊所试图戒毒，但随后他又上瘾。滚石乐队的音乐会越来越难组织。警察和习俗官员对他们提出越来越苛刻的条件。理查兹自己说他的毒瘾从未影响过他的台上表演。（但音乐会的录像，包括1976年他在台上睡着，显示了相反的事实。）
1971年发表的《偷窃的手指》是第一个使用他们自己的滚石录音商标发表的唱片，是《任血流淌》的继续。其中包括摇滚乐的《褐色的糖》，乡村音乐式的《野马》（帕尔森斯与杰格争谁是这首歌的作者），多情的《月光英里》和费斯福尔唱的《吗啡姊妹》，这首歌反映了她本人的海洛因瘾。在这张唱片中米克·泰勒与杰格合作最多，因为理查兹的毒瘾使他往往无法工作。缓慢的《你没听见我在敲吗》反映了泰勒的影响。但所有的歌依然是注名杰格/理查兹发表的，这当然使泰勒非常不满。

### 任血流淌（1972—1981年）
理查兹越来越远离社会，而杰格则越来越向高级的社会阶层靠近。他与一个尼加拉瓜模特结婚，两人奢侈的生活方式使他们与理查兹更加疏远了。由于英国财政机构要求他们上交数年未交的所得税乐队迁居法国南部。理查兹在那里租了一座宫殿并将其中的房间分配给乐队成员及其附属。他们使用此时完成的运动工作室在他们的新基地录音他们的专集《流亡大街》（1972年）。唱片出版时乐队中的一些人称之为懒散和放纵，今天这张专辑被看作是滚石乐队最伟大的一张之一。从未正式公布的纪录片《Cocksucker Blues》记载了此后的巡回演出。
这是乐队作为一个整体的最后一次巡回演出。这次巡回演出后杰格向乐队其他成员表示他更想作为一个名人生活而不打算继续工作。他们的录音越来越成为拼凑品。只有在乐队成员能够足够长地和睦地在一起聚会时他们才录片断的音。1973年发表的《Goats Head Soup》是一个大失望，滚石乐队特有的风格被华丽摇滚的影响冲淡了。唯一的一部比较成功的曲子是《安吉》。许多人以为歌里唱的是大卫·鲍威的新妻，实际上它是另一首理查兹给帕伦贝尔格的情诗。录音同时乐队再次因为毒品与司法机构冲突。但1973年秋滚石乐队巡回欧洲时其状态极好。尤其泰勒在《午夜漫步》和《你不能永远得偿所愿》中的独奏和与理查兹在节奏吉他上的对奏非常出色。10月17日在布鲁塞尔的一次现场录像本来打算作为正式的音乐会录像发表，但出于法律原因成为非法出版。许多乐队的拥护者和评论家认为这些录像是滚石乐队录像中最好的。
1974年乐队在慕尼黑录制《只是摇滚乐》时的困难更大了。出于滥用毒品的原因出版商吉米·米勒越来越不可靠，他往往在录制时不在场。批评家常称这张唱片是一支停而不进的乐队的无灵感的作品，但虽然录音后没有进行促进出售的巡回演出这张唱片和里面的单歌非常畅销。乐队内部的争吵持续着。泰勒与理查兹之间的关系非常不好。在录音期间理查兹常常训斥泰勒。泰勒在这张唱片中的贡献相当小。1976年在《遍体鳞伤》开始录音前泰勒宣布离开乐队。乐队在录音期间（再次在慕尼黑）讨论听取其他音乐家的演奏来寻找取代泰勒的人。肉饼乐队的领头彼德·福兰顿和前雛鳥樂隊的杰夫·贝克被听取，哈威·曼德尔在唱片上也录了不少音，但最后乐队选择了朗·伍德，伍德是理查兹的长期朋友，是臉樂隊的吉他手，这个乐队的歌手洛·史都华此前不久独立了。伍德此前在《只是摇滚乐》中就已经为滚石乐队卖过力了，但第一次与乐队一起登台是在1975年的美国巡回演出中。这次音乐会滚石乐队使用了不少新的表演技巧和技术，比如他们使用了一个巨大的，可充气扩张的菲勒斯，杰格骑在一座高空车上飞入观众场。这些技巧使杰格和理查兹之间的关系继续变坏。理查兹认为这些东西分散听众对音乐的注意力，而杰格则只是在观察1970年代中的市场趋势，他引入了皇后乐队和艾尔顿·约翰的表演技术。滚石乐队的演出在此后几年中越来越昂贵和精心制作。
虽然滚石乐队在1970年代依然非常出名，但音乐批评家对其作品则越来越不满意。理查兹毒品问题越来越严重。虽然他多次戒毒，包括过滤他的血液，但1977年他和帕伦贝尔格在多伦多的旅馆中因携带海洛因被捕。这场法庭判决持续了一年时间，最后理查兹被判缓刑和他必须为当地的福利机构进行一次音乐会。这使他再次戒毒，基本上成功。这个事件也是他与帕伦贝尔格的关系的结束。两人的第三个孩子死后两人的关系变得越来越紧张。在理查兹解决他的法庭和个人关系的时候杰格继续他的豪华生活。他是纽约的54俱乐部的一个常客，往往模特杰瑞·夏尔是他的伴侣。同年他离婚。此时庞克摇滚越来越时髦，滚石乐队的音乐被批评为颓废的、老百万富翁的音乐。许多人认为他们的音乐停而不前和无意义。冲击合唱团的歌手乔·史楚默甚至称“1977年没有猫王，没有披头士乐队，没有滚石”。
1978年滚石乐队录音了《一些女孩》，尽管这首歌的厌女症歌词，这是他们一段时间以来最精力集中和最成功的唱片。杰格和理查兹似乎将许多围绕着他们的混乱转化为新的创造力。除《想你》外唱片上所有的歌都是受迪斯科影响的快速的、由吉他主导的摇滚乐。这张唱片满足了许多批评家。1980年的《Emotional Rescue》与之类似。1981年的《替你纹身》与《Emotional Rescue》一样主要是利用了过去录音时没有使用的歌。其中的《从我开始》体现了理查兹依然能够写出象十年前那样的吉他曲调来。这张唱片和此后的巡回演出在经济上都很成功。

### 混合的情感（1981—1999年）
1980年代初傑格和理查茲之間的關係繼續變壞，他們的唱片也因此受影響。在1983年出版的《隱秘》中，傑格試圖使得滾石的音樂更適合當時的聽眾的胃口。唱片的風格和其中的強烈的政治和性愛內容都沒有獲得愛好者和批評家的青睞。更糟糕的是此時朗·伍德越來越受毒品影響。1982年傑格與樂隊的新出版公司哥倫比亞廣播公司簽署了一個單人合同。理查茲對此非常生氣，他認為這說明傑格不致力於樂隊。事實上傑格花許多時間來錄他的單人的音樂。1986年出版的《齷齪之作》大多數是理查茲的作品。這張唱片不暢銷，也許這與傑格決定不參加促進出售的巡迴演出有關。
同年樂隊的非正式成員伊恩·史都華死於心肌梗塞。滾石樂隊此時唯一的一次登台表演是為了紀念斯圖爾舉行的。同年樂隊也為其終生貢獻獲得了格萊美獎。與此同時傑格和理查茲也開始公開在媒介互相批評對方，許多觀察家認為樂隊將分裂。傑格的單人唱片《她是老闆》（1985年）和《遠古的冷漠》（1987年）的出版更加劇了這個印象。1988年理查茲出版了他的單人唱片《說話不值錢》，理查茲很勉強地錄了這張唱片因為他覺得他更應該為樂隊負責。有趣的是這張唱片卻促使傑格暫時擱置了他的單人計劃而開始為樂隊花更多的精力。1989年滾石出版了《鋼輪》並進行巡迴演出，這張唱片被看作是他們恢復到他們原有的水平。同年樂隊也被收入搖滾名人堂。
1991年比爾·懷曼離開了滾石樂隊並發表了一部狂亂的自傳（2002年他又出版了一本名為《滾動那些石頭》的自傳）。他走後樂隊縮小為一個四人樂隊。活茨被授命為樂隊挑選一名貝斯手，他選擇了邁爾·戴維斯的副手達里爾·瓊斯。瓊斯參加了1994年《巫毒的閒逛》和1997年《通往巴比倫的橋》的錄音和音樂會並受到好評。
微軟使用滾石樂隊《從我開始》的樂調作為其Windows 95操作系统的啟動樂調。此前滾石樂隊從未允許他們的音樂作商業使用。

### 不停止（2000年至今）
2002年滚石乐队出版了《四十首歌》，其中收集了他们开始以来最好的歌曲和四首新歌。2003年7月30日他们在加拿大多伦多参加音乐会来帮助多伦多克服嚴重急性呼吸系統綜合症的流行带来的萧条。11月9日他们首次在香港登台。
2004年12月滚石乐队在巴黎完成了一张新唱片的录音，杰格和理查兹一起写了新的歌。这张新唱片据说在2005年夏出版。据说其中的音乐与滚石至今为止的音乐非常不同。查利·活茨喉癌治愈后健康良好参加了录音。2005年5月10日，滚石宣布再次进行巡回演出，第一场音乐会将于8月21日在波士顿进行。杰格宣布这不一定是滚石的最后一次巡回演出，并称一张新唱片（《百分之八十五》）的工作已经完成。2006年4月9日，滚石巡演到上海。
2021年8月24日，查理·華茲在家人的陪伴下離世，享壽80歲。

## 專輯
- 英國
  - 《The Rolling Stones》(1964年4月16日)
  - 《The Rolling Stones No. 2》(1965年1月15日)
  - 《Out of Our Heads》(1965年9月24日)
  - 《Aftermath》(1966年4月15日)
  - 《Between the Buttons》(1967年1月20日)
  - 《Their Satanic Majesties Request》(1967年12月8日)
  - 《Beggars Banquet》(1968年12月6日)
  - 《Let It Bleed》(1969年11月28日)
  - 《Sticky Fingers》(1971年4月23日)
  - 《Exile on Main St.》(1972年5月12日)
  - 《Goats Head Soup》(1973年8月31日)
  - 《It's Only Rock 'n' Roll》(1974年10月18日)
  - 《Black and Blue》(1976年4月23日)
  - 《Some Girls》(1978年6月9日)
  - 《Emotional Rescue》(1980年6月20日)
  - 《Tattoo You》(1981年8月24日)
  - 《Undercover》(1983年11月7日)
  - 《Dirty Work》(1986年3月24日)
  - 《Steel Wheels》(1989年8月29日)
  - 《Voodoo Lounge》(1994年7月11日)
  - 《Bridges to Babylon》(1997年9月29日)
  - 《A Bigger Bang》(2005年9月5日)
  - 《Blue & Lonesome》(2016年)
  - 《Hackney Diamonds》(2023年10月20日)
- 美國
  - 《The Rolling Stones》(1964年5月30日)
  - 《12 X 5》(1964年10月17日)
  - 《The Rolling Stones, Now!》(1965年2月13日)
  - 《Out of Our Heads》(1965年7月30日)
  - 《December's Children》(1965年12月4日)
  - 《Aftermath》(1966年6月20日)
  - 《Between the Buttons》(1967年2月11日)

## 延伸阅读
- Egan, Sean, , London: Penguin, 2006  [2012-05-02], ISBN 1843537192, （原始内容存档于2021-04-03）
- Paytress, Mark, , London ; New York: Omnibus, 2003  [2012-05-02], ISBN 0711988692, （原始内容存档于2014-07-09）
- Forget, Thomas, , New York, NY: Rosen Central, 2003  [2012-05-02], ISBN 0823936449, （原始内容存档于2014-07-09）
- Sanchez, Tony, , New York: Da Capo, 1996  [2012-05-02], ISBN 0306807114, （原始内容存档于2014-07-09）
- Miller, Jim, , New York: Random House, 1980  [2012-05-02], ISBN 0679737286, （原始内容存档于2014-07-09）
- Hector, James, , London: Omnibus, 1995  [2012-05-02], ISBN 0711943036, （原始内容存档于2014-07-09）
- Gered Mankowitz: The Rolling Stones – Out of Their Heads. Photographs 1965–67 and 1982, ISBN 978-3-89602-664-4
- Booth, Stanley, The True Adventures of the Rolling Stones, Chicago Review Press (2000), ISBN 978-1-55652-400-4 (also published as Dance with the Devil: The Rolling Stones and Their Times, Random House (1984), ISBN 978-0-394-53488-6)
- Stanley Booth, Keith: Standing in the Shadows, St. Martin's Press (1995), ISBN 978-0-312-11841-9
- Wyman, Bill, Rolling with the Stones, DK Publishing (2002), ISBN 978-0-7894-9998-1
- Carr, Roy, The Rolling Stones: An Illustrated Record, Harmony Books (1976), ISBN 978-0-517-52641-5
- Robert Greenfield, S.T.P.: A Journey Through America with the Rolling Stones (1974), Reissued Da Capo Press, 2002. ISBN 978-0-306-81199-9
- James Phelge, Nankering with the Stones 2000. ISBN 978-1-55652-373-1
- The Rolling Stones, According to the Rolling Stones, Chronicle Books (2003), ISBN 978-0-8118-4060-6
- Oldham, Andrew Loog, Stoned, St. Martin's Griffin (2000), ISBN 978-0-312-27094-0
- Chet Flippo, On the Road With the Rolling Stones, Doubleday/Dolphin (1985), ISBN 978-0-385-19374-0
- Marcus, Greil, "Myth and Misquotation", The Dustbin Of History, Harvard University Press (1997), ISBN 978-0-674-21858-1
- "The Ecstasy and the Irony: The Evolution of a Rhythm & Blues Band" （页面存档备份，存于） Ian McPherson (2000)
- Lazar, Zachary, Sway, Little, Brown (2008), ISBN 978-0-316-11309-0
- Richards, Keith; Fox, James. . Weidenfeld & Nicolson. 2010. ISBN 9780297854395.
- Marc Spitz, Jagger: Rebel, Rock Star, Rambler, Rogue, Gotham Books (2011), ISBN 978-1-59240-655-5